# Liste der Automatenmarkt-Chartsongs (1955)
Die Liste der Automatenmarkt-Chartsongs (1955) ist eine vollständige Liste der Chartsongs, die sich im Kalenderjahr 1955 in der Zeitschrift Automatenmarkt platzieren konnten. Die Automatenmarkt-Charts entsprechen den US-amerikanischen Jukebox-Charts, die Billboard im Zeitraum von 1944 bis 1957 neben den Best Selling-Verkaufscharts und den Disc Jockey-Charts erhob, bevor diese im August 1958 zu einer einheitlichen Single-Chartliste zusammengeführt wurden. Ab Juli 1959 wurden die Automatenmarkt-Charts durch die Erhebungen der neu herausgegebenen Fachzeitschrift Musikmarkt abgelöst, die im Gegensatz zu ihrem Vorgänger auch Daten zum Tonträger- und Notenverkauf sowie zum Airplay-Einsatz in der Tabellenberechnung berücksichtigte.

## Probleme mit der Quellenlage
Die Berechnungen der monatlichen Charts unterliegen Ungenauigkeiten, die damit zusammenhängen, dass jede Monatsliste aus den vorhandenen Daten der einzelnen Bundesländer zu einem Gesamtergebnis kombiniert wurde. Da nicht jedes Bundesland im Zeitraum von 1954 bis 1959 durchgehend Jukebox-Daten zur Verfügung stellte, mussten die Listen aus den jeweils verfügbaren Länderdaten erstellt werden, was in der Folge zu auffälligen Chartverläufen bestimmter Songs führte.
Nicht abschließend geklärt ist die Frage, ob die Erhebung als Top 30, wie sie beispielsweise das Fachportal Chartssurfer präferiert fachlich korrekt interpretiert ist, da der Automaten-Markt in seinen Printausgaben lediglich die ersten zehn Plätze als Rangfolge angibt und als Anhang eine Aufzählung von jeweils zwanzig Songs präsentiert, die im jeweiligen Monatszeitraum signifikant im Jukebox-Bereich gespielt wurden. Erschwerend kommt hinzu, dass bei den beigefügten Songs nur das verantwortliche Label genannt wird, nicht jedoch der Interpret und die Labelnummer.

## Statistik

### Jahresanteil nach Labeln
| Label             | Anzahl Titel | Interpreten |
| ----------------- | ------------ | --- |
| Decca             | 10           | Louis Armstrong, Lys Assia, Hans Carste Sylvia Dahl, Will Glahé, Das Golgowsky-Quartett, Das Kölner Tanz- & Unterhaltungsorchester, Adalbert Luczkowski, Mantovani, Sy Oliver, Orchester Radiosa Lugano, Fernando Paggi, Die Peheiros, Béla Sanders, Sunshine-Quartett, Kurt-Adolf Thelen, Vico Torriani |
| Electrola         | 8            | Harald Banter, Herbert Beckh, Eddie Constantine, Angèle Durand, Die fröhlichen Straßensänger, Das Hansen-Quartett, Die Hilo Hawaiians, Bibi Johns, Das Kölner Tanz- & Unterhaltungsorchester, Adalbert Luczkowski. Die Penny-Pipers, Die Starlets, Das Tanzorchester des Bayerischen Rundfunks, Das Tanzorchester des NWDR Hamburg, Franz Thon |
| His Masters Voice | 1            | Pérez Prado, Billy Regis |
| Odeon             | 1            | Earl Bostic |
| Philips           | 6            | Die 3 Jools, Willy Berking, The Four Lads, Willy Hagara, Neal Hefti, Das Kölner Tanz- & Unterhaltungsorchester, Adalbert Luczkowski, Die singenden Seesterne |
| Polydor           | 29           | Peter Alexander, Alice Babs, Mona Baptiste, Bully Buhlan, Fausto Campi und die Leonardos, Kurt Edelhagen, René Carol, Paul Durand Margot Eskens, Silvio Francesco, Max Greger, Hermann Hagestedt, Friedel Hensch und die Cyprys, Hula Hawaiian Quartett Michael Jary, Dietmar Kivel, Das Kölner Tanz- & Unterhaltungsorchester, Adalbert Luczkowski, Werner Müller, Das RIAS-Tanzorchester, Illo Schieder, Hans-Arno Simon, Jan Stevens, Das Sunshine-Quartett, Das Tanzorchester des NWDR Hamburg, Caterina Valente, Valentinos Hawaiian Band, Horst Wende, Gerhard Wendland |
| Telefunken        | 2            | Die Blaskapelle Sepp Vierliger, Das Rodgers-Duo, Hans-Arno Simon, Sigi Stenford |

### Deutschsprachige Titel
| Anteil deutschsprachiger Titel | Gesamtzahl Titel | Prozentwert |
| ------------------------------ | ---------------- | ----------- |
| 52                             | 57               | 91,2        |

## Ersteinstiege
Januar

2 Caterina Valente mit dem Orchester Mike Firestone (Kurt Edelhagen) – Ganz Paris träumt von der Liebe (I Love Paris)

5 Dietmar Kivel mit Hermann Hagestedt & seinem Orchester – Lore-leih’

7 Lys Assia mit Béla Sanders & seinem Orchester & Chor – Holland-Mädel

10 Illo Schieder mit Max Greger & seinen Solisten – Sieben einsame Tage

Februar

9 The Four Lads with Neal Hefti & his Orchestra – Skokiaan (South African Song)

10 Das Sunshine-Quartett mit Werner Müller & dem RIAS-Tanzorchester – An jedem Finger zehn (Mambo aus dem gleichnamigen Melodie-Herzog-Film)

März

5 Hula Hawaiian Quartett & Valentinos Hawaiian Band – Am weißen Strand von Sourabaya (erhör' uns, Königin Maja)

6 Fausto Campi & die Leonardos (Werner Müller & das RIAS-Tanzorchester) – In Yucatan (brauner Indio)

April

2 Caterina Valente mit dem Orchester Kurt Edelhagen – Baiao Bongo

6 Alice Babs mit dem Orchester Jan Stevens (Jaap Streefkerk) – Ole dole dei

7 Caterina Valente mit dem Orchester Mike Firestone (Kurt Edelhagen) – Wenn es Nacht wird in Paris (dreh dich nicht um nach fremden Schatten)

8 Hans-Arno Simon mit Horst Wende & seinen Tanzsolisten – Mama

Mai

4 Die singenden Seesterne mit Adalbert Luczkowski & dem Kölner Tanz- & Unterhaltungsorchester – Was haben die Matrosen in Singapur gemacht!

5 Willy Hagara & die singenden Seesterne mit Adalbert Luczkowski & dem Kölner Tanz- & Unterhaltungsorchester – Sie heißt Susanne-sanne-sanne

6 Gerhard Wendland mit Adalbert Luczkowski & dem Kölner Tanz- & Unterhaltungsorchester & Begleitgesang – Zwei Matrosen aus Schanghai (Samoa)

9 Angèle Durand & das Hansen-Quartett mit Adalbert Luczkowski & dem Kölner Tanz- & Unterhaltungsorchester – Der Student von Paris

10 Vico Torriani mit Mantovani & seinem Orchester – Tausend Mandolinen (Tango aus dem Farbfilm "Gitarren der Liebe")

Juni

5 Bibi Johns & die Penny-Pipers mit Herbert Beckh & dem Tanzorchester des Bayerischen Rundfunks – Die Gipsy-Band (Polly Dolly Du) (Foxtrott aus dem Central-Europa-Film "Ball im Savoy")

9 Mona Baptiste mit dem Orchester Kurt Edelhagen & Begleitgesang – Polly Dolly Du (die Gipsy-Band) (aus dem Central-Europa-Film "Ball im Savoy")

10 Bibi Johns & die Penny-Pipers mit Herbert Beckh & dem Tanzorchester des Bayerischen Rundfunks – Papa tanzt Mambo (Papa Loves Mambo)

Juli

6 Silvio Francesco mit Fausto Campi & den Leonardos (Werner Müller & das RIAS-Tanzorchester) – Wenn das Banjo, das Banjo erklingt

7 Perez "Prez" Prado & his Orchestra, Trumpet Solo: Billy Regis – Cherry Pink and Apple Blossom White (Cerezo Rosa) (Featured in Film "Under Water")

8 Caterina Valente mit dem Monaco Ball-Orchester (Orchester Kurt Edelhagen) – Chanson d'amour (Lied und langsamer Walzer aus dem Europa-Film "Ball im Savoy")

9 Die fröhlichen Straßensänger mit Begleitorchester – Zwei rehbraune Augen

10 Margot Eskens mit Werner Müller & dem Tanzorchester des NWDR Hamburg – Mutti, du darfst doch nicht weinen

August

2 Caterina Valente – Fiesta Cubana (ein Mädchen und kein Mann)

9 Sylvia Dahl & die Peheiros mit Will Glahé & seinem Orchester – Tausend Liter prima Sonne…!

10 Lys Assia, das Sunshine-Quartett & die Peheiros mit Béla Sanders & seinem Orchester – Jolie Jacqueline

September

4 Earl Bostic & his Orchestra – Melody Of Love

6 Die Hilo Hawaiians mit Harald Banter & seinem Hawaiian-Ensemble – Domingo Santo Domingo

7 Angèle Durand & die Penny-Pipers mit Adalbert Luczkowski & dem Kölner Tanz- & Unterhaltungsorchester – C'est magnifique (Foxtrott aus der Musikrevue "Can Can")

8 Die singenden Seesterne mit Adalbert Luczkowski & dem Kölner Tanz- & Unterhaltungsorchester – Im Gasthaus zur Laterne (Hobbeli-hobbeli-dap-du-du)

9 Vico Torriani & die Telestars mit Adalbert Luczkowski & dem Kölner Tanz- & Unterhaltungsorchester – Grüß mir die Damen (Ragtime aus dem Film "Ein Herz voll Musik")

10 Peter Alexander mit Adalbert Luczkowski & dem Kölner Tanz- & Unterhaltungsorchester – Das süße Mädi

Oktober

1 Silvio Francesco mit Fausto Campi & den Leonardos (Werner Müller & das RIAS-Tanzorchester) – He Mister Banjo

2 Bully Buhlan mit Werner Müller & dem RIAS-Tanzorchester – Ich möcht' auf deiner Hochzeit tanzen

6 Caterina Valente mit Paul Durand & seinem Orchester – Nur ein Zigeuner hat soviel Sehnsucht nach den Sternen

10 Louis Armstrong with Sy Oliver & his Orchestra – Skokiaan (South African Song)

November

2 Peter Alexander mit Adalbert Luczkowski & dem Kölner Tanz- & Unterhaltungsorchester – Der Mond hält seine Wacht

7 Eddie Constantine & die Penny-Pipers mit Adalbert Luczkowski & dem Kölner Tanz- & Unterhaltungsorchester – Schenk deiner Frau (doch hin und wieder rote Rosen)

8 René Carol mit dem Monaco Ball-Orchester (Orchester Kurt Edelhagen) & Begleitgesang – O Wandersmann (Happy Boy)

10 Caterina Valente & Peter Alexander mit dem Orchester Kurt Edelhagen – Sing, Baby, sing (aus dem CCC-Gloria-Film "Liebe, Tanz und 1000 Schlager")

Dezember

1 Lys Assia mit Fernando Paggi & dem Orchester Radiosa Lugano & Quintett – Arrivederci, Roma

3 Vico Torriani & das Sunshine-Quartett mit Hans Carste & seinem Tanzstreichorchester – In der Schweiz

4 Caterina Valente mit dem Monaco Ball-Orchester (Orchester Kurt Edelhagen) – Bonjour, Kathrin (Lied und langsamer Foxtrott aus dem Greven-Prisma-Film "Bonjour, Kathrin")

5 Caterina Valente & Peter Alexander mit dem Orchester Kurt Edelhagen – Eventuell (aus dem CCC-Gloria-Film "Liebe, Tanz und 1000 Schlager")

6 Mona Baptiste mit Werner Müller & dem RIAS-Tanzorchester – O Jackie-Joe

8 Vico Torriani & das Sunshine-Quartett mit Hans Carste & seinem Tanzstreichorchester – Zwei Spuren im Schnee

## Tabelle (Singles)
| Interpret | Titel Autor(en) | Charteinstieg | Monate | HP | Labelnummer                             | Bemerkungen |
| --- | --- | ------------- | ------ | -- | --------------------------------------- | --- |
| Die 3 Jools | Pack den "Badenweiler" aus                                                                                                | 01.08.1954    | 1      | 8  | Philips P-44 614 H                      | |
| Peter Alexander mit Adalbert Luczkowski & dem Kölner Tanz- & Unterhaltungsorchester                             | Das süße Mädi Sid Tepper, Roy C. Bennett, Kurt Feltz                                                                      | 01.09.1955    | 3      | 2  | Polydor 50 050 / Polydor 23 050         | B-Seite zu Der Mond hält seine Wacht; deutschsprachige Version des Popspngs The Naughty Lady of Shady Lane. Der komödiantische Text beschreibt ein "freches Mädchen", das mit seiner Ankunft einen beschaulichen Wohnort ins Chaos stürzt, und führt den Hörer auf das Glatteis, indem er mit der letzten Zeile auflöst, dass das Mädchen gerade erst neun Tage (in Peter Alexanders Version ein halbes Jahr) alt ist. The Naughty Lady of Shady Lane konnte sich mit mehreren Versionen in den UK- und US-Billboardcharts platzieren, wobei die Umsetzung der Ames Brothers mit Platz 3 bei insgesamt fünfzehn Wochen Platzierung den größten Erfolg feierte.                  |
| Peter Alexander mit Adalbert Luczkowski & dem Kölner Tanz- & Unterhaltungsorchester                             | Der Mond hält seine Wacht Piro Jerez, Kurt Feltz                                                                          | 01.11.1955    | 2      | 2  | Polydor 50 050 / Polydor 23 050         | Deutschsprachige Umsetzung eines chilenischen Walzerliedes mit dem Titel Aya-tchiba. |
| Louis Armstrong with Sy Oliver & his Orchestra                                                                  | Skokiaan (South African Song) August Msarurgwa, Tom Glazer                                                                | 01.10.1955    | 1      | 10 | Decca M 33 806                          | |
| Lys Assia mit Béla Sanders & seinem Orchester & Chor                                                            | Holland-Mädel Frank Midi                                                                                                  | 01.01.1955    | 4      | 6  | Decca F 43 851 / Decca D 17 851         | |
| Lys Assia mit Fernando Paggi & dem Orchester Radiosa Lugano & Quintett                                          | Arrivederci, Roma Renato Rascel, Fernand Bonifay, Roger Berthier                                                          | 01.12.1955    | 1      | 1  | Decca F 46 265 / Decca D 18 265         | Deutschsprachige Version des italienischen Originals aus der Feder von Renato Rascel (1955). Der Song wurde 1957 Teil des Soundtracks für die gleichnamige italienisch-US-amerikanische Co-Produktion Arrivederci Roma (1957) von Roy Rowland und wurde von Hauptdarsteller Mario Lanza präsentiert. |
| Lys Assia, das Sunshine-Quartett & die Peheiros mit Béla Sanders & seinem Orchester                             | Jolie Jacqueline Joseph Warfield, Glando, Lil Pary                                                                        | 01.08.1955    | 1      | 10 | Decca F 43 980 / Decca D 17 980         | Deutschsprachige Version eines englisch-französischen Originals von Joseph Warfield aus dem Jahr 1949. |
| Alice Babs mit dem Orchester Jan Stevens                                                                        | Ole dole dei Thore Ehrling, Hans Bradtke                                                                                  | 01.04.1955    | 3      | 4  | Polydor 49 451 / Polydor 22 451         | Alice Babs singt hier die deutschsprachige Version ihres eigenen Kinderliedes Ole dole doff, das 1950 in Schweden veröffentlicht wurde. Hinter dem Synonym Jan Stevens verbirgt sich der niederländische Orchesterleiter Jaap Streefkerk. |
| Mona Baptiste mit dem Orchester Kurt Edelhagen & Begleitgesang                                                  | Polly Dolly Du (die Gipsy-Band) (aus dem Central-Europa-Film "Ball im Savoy") Heino Gaze, Kurt Feltz                      | 01.06.1955    | 1      | 9  | Polydor 49 478 / Polydor 22 478         | Version des Stückes aus dem Musikfilm Ball im Savoy (1955) von Paul Martin, der auf der Operette Ball im Savoy von Paul Abraham basiert, die 1932 ihre Uraufführung in Berlin erlebte. |
| Mona Baptiste mit Werner Müller & dem RIAS-Tanzorchester                                                        | O Jackie-Joe Lotar Olias, Peter Moesser                                                                                   | 01.12.1955    | 1      | 6  | Polydor 49 246 / Polydor 22 246         | |
| Mona Baptiste & Bully Buhlan mit Michael Jary & seinem Filmorchester                                            | Es liegt was in der Luft (Ragtime aus dem Burg-Europa-Film "Das Fräulein vom Amt") Michael Jary, Bruno Balz, Curth Flatow | 01.07.1954    | 1      | 9  | Polydor 49 246 / Polydor 22 246         | Version aus der Filmkomödie Fräulein vom Amt (1954) von Carl Heinz Schroth. |
| Willy Berking & sein Orchester                                                                                  | Mixed-Pickles Willy Berking                                                                                               | 01.12.1954    | 1      | 10 | Philips P 44 627 H / Philips 84 084 F   | |
| Earl Bostic & his Orchestra                                                                                     | Melody of Love Hans Engelmann                                                                                             | 01.09.1955    | 1      | 4  | Odeon 29 014 / Odeon 37-29 014          | Melody of Love ist ein ursprünglich 1903 komponiertes Instrumentalstück aus der Feder des aus Berlin stammenden Komponisten Hans Engelmann (1872–1914), der 1891 in die Vereinigten Staaten emigrierte und in Philadelphia wirkte. Die Ende 1954 von Billy Vaughn eingespielte Version wurde zu einem der erfolgreichsten Hits in den Vereinigten Staaten im Kalenderjahr 1955, hielt sich insgesamt siebenundzwanzig Wochen in den Billboard Best Selling Charts und erreichte Platz 2. Ferner entstanden 1955 einige Textumsetzungen, von denen sich die Version der Four Aces siebzehn Wochen in den Selling Charts hielt und bis auf Platz 11 stieg.                        |
| Bully Buhlan mit Werner Müller & dem RIAS-Tanzorchester                                                         | Ich möcht' auf deiner Hochzeit tanzen Michael Jary, Bruno Balz                                                            | 01.10.1955    | 2      | 2  | Polydor 50 038 / Polydor 23 038         | |
| Fausto Campi & die Leonardos                                                                                    | In Yucatan (brauner Indio) Carlos Gedarro, Harry Hennerich                                                                | 01.03.1955    | 1      | 6  | Polydor 49 368 / Polydor 22 368         | Hinter dem Synonym Fausto Campi und die Leonardos verbergen sich Werner Müller und das RIAS-Tanzorchester. |
| René Carol mit dem Monaco Ball-Orchester & Begleitgesang                                                        | O Wandersmann (Happy Boy) Wilson O’Hayre, Harry Hennerich                                                                 | 01.11.1955    | 1      | 8  | Polydor 49 490 / Polydor 22 490         | Das Monaco-Ball-Orchester ist eines der zahlreich benutzten Synonyme von Kurt Edelhagen. |
| Eddie Constantine & die Penny-Pipers mit Adalbert Luczkowski & dem Kölner Tanz- & Unterhaltungsorchester        | Schenk deiner Frau (doch hin und wieder rote Rosen) Werner Raschek, Charly Dieter                                         | 01.11.1955    | 1      | 7  | Electrola EG 8172 / Electrola 7 MW 632  | Neben seiner Paraderolle des FBI-Agenten Lemmy Caution, den er im Zeitraum von 1953 bis 1965 sowie 1989 und 1991 in insgesamt zehn Verfilmungen verkörperte, feierte Eddie Constantine in den 1950er Jahren vor allem im französischsprachigen Raum (Frankreich, Belgien) mehrere Charterfolge und brachte im Duett mit seiner Tochter Tania den Chanson L’Homme et l’enfant zum Jahreswechsel 1955/56 an die Spitze der französischen Charts. |
| Sylvia Dahl & die Peheiros mit Will Glahé & seinem Orchester                                                    | Tausend Liter prima Sonne…! Max C. Krüger, Erich Hanschmann                                                               | 01.08.1955    | 1      | 9  | Decca F 46 976 / Decca D 17 946         | |
| Angèle Durand & das Hansen-Quartett mit Adalbert Luczkowski & dem Kölner Tanz- & Unterhaltungsorchester         | Der Student von Paris Carlos Gedarro, Kurt Feltz                                                                          | 01.05.1955    | 1      | 9  | Electrola EG 8107 / Electrola 7 MW 577  | |
| Angèle Durand & die Penny-Pipers mit Adalbert Luczkowski & dem Kölner Tanz- & Unterhaltungsorchester            | C'est magnifique (Foxtrott aus der Musikrevue "Can Can") Cole Porter, Frank Josetti                                       | 01.09.1955    | 1      | 7  | Electrola EG 8176 / Electrola 7 MW 640  | Deutschsprachige Version des Hits aus dem Musical Can-Can (1953) von Cole Porter. Can-Can gewann bei den Tony Awards zwei Auszeichnungen für die Choreographie und Gwen Verdon als beste Nebendarstellerin. |
| Margot Eskens mit Werner Müller & dem Tanzorchester des NWDR Hamburg                                            | Mutti, du darfst doch nicht weinen Helen Hudgins, Peter Moesser                                                           | 01.07.1955    | 3      | 5  | Polydor 49 462 / Polydor 22 462         | Deutschsprachige Version des US-Hits Mama, Don't Cry at My Wedding, der 1954 von Joni James aufgenommen wurde. |
| The Four Lads with Neal Hefti & his Orchestra                                                                   | Skokiaan (South African Song) Tom Glazer, August Msarurgwa                                                                | 01.02.1955    | 3      | 7  | Philips B 21 402 H / Philips 300 507 PF | In den Billboard Best Selling Charts konnte sich die Version 1954 insgesamt zwölf Wochen platzieren und erreichte Platz 7. |
| Silvio Francesco mit Fausto Campi & den Leonardos                                                               | He Mister Banjo Freddy Morgan, Norman Malkin, Kurt Feltz                                                                  | 01.10.1955    | 2      | 1  | Polydor 50 043 / Polydor 23 043         | Deutschsprachige Version des US-Hits Hey! Mr. Banjo. Die Originalaufnahme des Poptrios the Sunnysiders hielt sich 1955 zwanzig Wochen in den Billboard Best Selling Charts und erreichte Platz 8. Silvio Francesco (1927–2000) war der ältere Bruder von Caterina Valente und trat neben seiner Solo-Karriere bis in die 1960er Jahre unter verschiedenen Pseudonymen mit ihr im Duett auf. |
| Silvio Francesco mit Fausto Campi & den Leonardos                                                               | Wenn das Banjo, das Banjo erklingt Heino Gaze, Kurt Feltz                                                                 | 01.07.1955    | 2      | 6  | Polydor 49 496 / Polydor 22 496         | |
| Die fröhlichen Straßensänger mit Begleitorchester                                                               | Zwei rehbraune Augen Jan Lüders, Erich Meder                                                                              | 01.07.1955    | 1      | 9  | Electrola EG 8152 / Electrola 7 MW 602  | |
| Willy Hagara & die singenden Seesterne mit Adalbert Luczkowski & dem Kölner Tanz- & Unterhaltungsorchester      | Sie heißt Susanne-sanne-sanne Walter Ranke, Harry Hennerich                                                               | 01.05.1955    | 1      | 5  | Philips P 44 710 H / Philips 384 150 PF | Hinter dem Synonym Walter Ranke verbirgt sich der Schlagerkomponist Gerhard Jussenhoven. |
| Friedel Hensch und die Cyprys                                                                                   | Heideröslein Peter Jan Hansen, Walter Rothenburg                                                                          | 01.06.1954    | 1      | 4  | Polydor 49 178                          | |
| Die Hilo Hawaiians mit Harald Banter & seinem Hawaiian-Ensemble                                                 | Domingo Santo Domingo Ludwig Schönleitner, Peter Ström                                                                    | 01.09.1955    | 4      | 1  | Electrola EG 8182 / Electrola 7 MW 630  | Im Gegensatz zu anderen Gruppen, die Mitte der 1950er Jahre die Tiki-Kultur musikalisch erfolgreich umsetzten, hatten die Hilo Hawaiians ihren familiären Ursprung tatsächlich auf Hawaii. Hinter dem Synonym Peter Ström verbirgt sich Schlagerkomponist Nils Nobach. |
| Hula Hawaiian Quartett                                                                                          | Jim, Jonny und Jonas Johnny Bond, Heinzli                                                                                 | 01.10.1954    | 7      | 1  | Polydor 49 283 / Polydor 22 283         | Deutschsprachige Version des Countrysongs Jim, Johnny and Jonas von Johnny Bond, der auch in Versionen von Bing Crosby und Pee Wee King eingespielt wurde. Hinter dem Synonym des Liedtexters Heinzli verbirgt sich Kurt Feltz. |
| Hula Hawaiian Quartett & Valentinos Hawaiian Band                                                               | Am weißen Strand von Sourabaya (erhör' uns, Königin Maja) Martino Luardo, Hanno Plaschky                                  | 01.03.1955    | 5      | 3  | Polydor 49 429 / Polydor 22 429         | |
| Bibi Johns & die Starlets mit Franz Thon & dem Tanzorchester des NWDR Hamburg                                   | Gilli-Gilli, Oxenpfeffer, Katzenellenbogen Al Hoffman, Dick Manning, Heino Gaze                                           | 01.11.1954    | 4      | 3  | Electrola EG 8116 / Electrola 7 MW 560  | Deutschsprachige Version des Popsongs Gilly Gilly Ossenfeffer Katzenellen Bogen by the Sea. Die Umsetzung des kanadischen Vokalquartetts the Four Lads erreichte im Juli 1954 Platz 18 der Billboard-Jukebox Charts; der britische Entertainer Max Bygraves brachte den Song im September 1954 auf Platz 7 der britischen Charts. |
| Bibi Johns & die Penny-Pipers mit Herbert Beckh & dem Tanzorchester des Bayerischen Rundfunks                   | Die Gipsy-Band (Polly Dolly Du) (Foxtrott aus dem Central-Europa-Film "Ball im Savoy") Heino Gaze, Kurt Feltz             | 01.06.1955    | 5      | 1  | Electrola EG 8164 / Electrola 7 MW 614  | |
| Bibi Johns & die Penny-Pipers mit Herbert Beckh & dem Tanzorchester des Bayerischen Rundfunks                   | Papa tanzt Mambo (Papa Loves Mambo) Al Hoffman, Dick Manning, Bickley Reichner, Fritz Rotter                              | 01.06.1955    | 2      | 5  | Electrola EG 8164 / Electrola 7 MW 614  | B-Seite von Die Gipsy-Band (Polly Dolly Du). Deutschsprachige Version des 1954 veröffentlichten US-Hits Papa Loves Mambo von Perry Como, der 1954/55 die aufkommende Mambo-Welle in den Vereinigten Staaten mitprägte. Die Originalversion platzierte sich achtzehn Wochen in den Billboard Selling Charts und erreichte Platz 4. |
| Dietmar Kivel mit Hermann Hagestedt & seinem Orchester                                                          | Lore-leih’ Dietmar Kivel, Heinz Korn, Franz Norden                                                                        | 01.01.1955    | 1      | 5  | Polydor 49 363 / Polydor 22 363         | Dietmar Kivel war eine langjährige regionale Berühmtheit des Düsseldorfer Karnevals und Mitglied der Parodistengruppe Die Vier Mosterts. |
| Perez "Prez" Prado & his Orchestra, Trumpet Solo: Billy Regis                                                   | Cherry Pink and Apple Blossom White (Featured in Film "Under Water") Louiguy, Antoine Leonardi, Mack David                | 01.07.1955    | 5      | 2  | His Master's Voice B.10 833             | Cherry Pink and Apple Blossom White, eine Coverversion des 1950 veröffentlichten Chansons Cerisiers Roses et Pommiers Blancs aus der Feder des französisch-spanischen Komponisten Louiguy (Louis Guglielmi) (1916–1991), zählt in der weltberühmten Mambo-Umsetzung mit der Mariachi-basierten Trompetenuntermalung von Billy Regis zu den kommerziell erfolgreichsten Singles der 1950er, erklomm in den Vereinigten Staaten und in Großbritannien die Spitzenposition der Charts und erreichte in der Liste der meistverkauften Singles in den USA (1955) Platz 1. Der Song kam 1955 in dem US-amerikanischen Abenteuerfilm Die goldene Galeere von John Sturges zum Einsatz. |
| Das Rodgers-Duo mit Gesangs-Quartett & Sigi Stenford & seinen Solisten                                          | Das alte Försterhaus Rudi Stemmler, Walter Brandin                                                                        | 01.07.1954    | 1      | 5  | Telefunken 45 571                       | |
| Illo Schieder mit Max Greger & seinen Solisten                                                                  | Sieben einsame Tage Werner Scharfenberger, Karl Kiesinger                                                                 | 01.01.1955    | 6      | 2  | Polydor 49 366 / Polydor 22 366         | Karl Kiesinger ist eines der zahlreichen Pseudonyme der Schlagertexterin Fini Busch. |
| Hans-Arno Simon mit der Blaskapelle Sepp Vierlinger                                                             | Wodka-Fox (Gib mir den Wodka, Anuschka) Hans-Arno Simon, Peter Steinbach                                                  | 01.08.1954    | 1      | 6  | Telefunken U 45 594                     | |
| Hans-Arno Simon mit Horst Wende & seinen Tanzsolisten                                                           | Mama Hans-Arno Simon | 01.04.1955    | 1      | 8  | Polydor 49 473 / Polydor 22 473         | |
| Die singenden Seesterne mit Adalbert Luczkowski & dem Kölner Tanz- & Unterhaltungsorchester                     | Im Gasthaus zur Laterne (Hobbeli-hobbeli-dap-du-du) Frank Micheel                                                         | 01.09.1955    | 1      | 8  | Philips P 44 732 H / Philips 344 732 PF | Die singenden Seesterne waren eine in der zweiten Hälfte der 1950er Jahre aktive Gesangsformation, die aus Mitgliedern des Comedien-Quartetts und des Sunshine-Quartetts bestand. |
| Die singenden Seesterne mit Adalbert Luczkowski & dem Kölner Tanz- & Unterhaltungsorchester                     | Was haben die Matrosen in Singapur gemacht Gerhard Jussenhoven                                                            | 01.05.1955    | 3      | 4  | Philips P 44 709 H / Philips 384 149 PF | |
| Das Sunshine-Quartett mit Werner Müller & dem RIAS-Tanzorchester                                                | An jedem Finger zehn (Mambo aus dem gleichnamigen Melodie-Herzog-Film) Peter Kreuder, Günther Schwenn, Aldo von Pinelli   | 01.02.1955    | 1      | 10 | Polydor 49 322 / Polydor 22 322         | Version des Songs aus der Schlagerkomödie An jedem Finger zehn (1954) von Erik Ode. Im Film wird der Song von Bibi Johns präsentiert. |
| Kurt-Adolf Thelen, das Sunshine-Quartett & das Golgowsky-Quartett mit Will Glahé & seinem großen Blas-Orchester | Am 30. Mai ist der Weltuntergang Karl Erpel, Bert Roda                                                                    | 01.11.1954    | 3      | 2  | Decca F 43 861                          | Hinter den Synonymen Karl Erpel und Bert Roda verbergen sich Will Glahé und Karl Golgowsky. |
| Vico Torriani mit Mantovani & seinem Orchester                                                                  | Tausend Mandolinen (Tango aus dem Farbfilm "Gitarren der Liebe") Willy Mattes, Walter Brandin                             | 01.05.1955    | 1      | 10 | Decca F 43 828 / Decca D 17 828         | Originalversion aus der Musikkomödie Gitarren der Liebe (1954) von Werner Jacobs. |
| Vico Torriani & das Sunshine-Quartett mit Hans Carste & seinem Tanzstreichorchester                             | In der Schweiz Hans Carste                                                                                                | 01.05.1955    | 1      | 3  | Decca F 46 063 / Decca D 18 063         | |
| Vico Torriani & das Sunshine-Quartett mit Hans Carste & seinem Tanzstreichorchester                             | Zwei Spuren im Schnee Gerhard Winkler, Fred Rauch                                                                         | 01.05.1955    | 1      | 8  | Decca F 46 063 / Decca D 18 063         | B-Seite von In der Schweiz. |
| Vico Torriani & die Telestars mit Adalbert Luczkowski & dem Kölner Tanz- & Unterhaltungsorchester               | Grüß mir die Damen (Ragtime aus dem Film "Ein Herz voll Musik") Heino Gaze, Bruno Balz                                    | 01.09.1955    | 3      | 3  | Decca F 46 046 / Decca D 18 046         | Originalversion aus der Schlagerkomödie Ein Herz voll Musik (1955) von Robert Adolf Stemmle. |
| Caterina Valente                                                                                                | Fiesta Cubana (ein Mädchen und kein Mann) Heinz Gietz, Kurt Feltz                                                         | 01.08.1955    | 3      | 2  | Polydor 50 013 / Polydor 23 013         | |
| Caterina Valente mit dem Monaco Ball-Orchester                                                                  | Bonjour, Kathrin (Lied und langsamer Foxtrott aus dem Greven-Prisma-Film "Bonjour, Kathrin") Heinz Gietz, Kurt Feltz      | 01.12.1955    | 1      | 4  | Polydor 50 115 / Polydor 23 115         | Originalversion aus dem Revuefilm Bonjour, Kathrin (1956) von Karl Anton. |
| Caterina Valente mit dem Monaco Ball-Orchester                                                                  | Chanson d'amour (Lied und langsamer Walzer aus dem Europa-Film "Ball im Savoy") Heinz Gietz, Kurt Feltz                   | 01.07.1955    | 2      | 7  | Polydor 49 485 / Polydor 22 485         | Originalversion aus dem Musikfilm Ball im Savoy. |
| Caterina Valente mit dem Orchester Mike Firestone                                                               | Ganz Paris träumt von der Liebe (I Love Paris) Cole Porter, Kurt Feltz                                                    | 01.01.1955    | 8      | 1  | Polydor 49 392 / Polydor 22 392         | Deutschsprachige Version des Songs I Love Paris aus dem Musical Can-Can von Cole Porter. Hinter dem Pseudonym Mike Firestone steht Kurt Edelhagen. |
| Caterina Valente mit dem Orchester Mike Firestone                                                               | Wenn es Nacht wird in Paris (dreh dich nicht um nach fremden Schatten) Jean Wiener, Heinzli                               | 01.04.1955    | 1      | 7  | Polydor 49 392 / Polydor 22 392         | B-Seite von Ganz Paris träumt von der Liebe; deutschsprachige Version des Instrumentalstücks Touchez pas au grisbi aus dem französisch-italienischen Kriminalfilm Wenn es Nacht wird in Paris (1954) von Jacques Becker nach dem Roman von Albert Simonin. |
| Caterina Valente mit dem Orchester Kurt Edelhagen                                                               | Baiao Bongo Heinz Gietz                                                                                                   | 01.04.1955    | 3      | 2  | Polydor 49 423 / Polydor 22 423         | |
| Caterina Valente mit Paul Durand & seinem Orchester                                                             | Nur ein Zigeuner hat soviel Sehnsucht nach den Sternen Heinz Gietz, Kurt Feltz                                            | 01.10.1955    | 1      | 6  | Polydor 50 029 / Polydor 23 029         | |
| Caterina Valente & Peter Alexander mit dem Orchester Kurt Edelhagen                                             | Eventuell (aus dem CCC-Gloria-Film "Liebe, Tanz und 1000 Schlager") Heinz Gietz, Kurt Feltz                               | 01.12.1955    | 1      | 5  | Polydor 50 061 / Polydor 23 061         | Originalversion aus dem Schlagerkomödie Liebe, Tanz und 1000 Schlager (1955) von Paul Martin. In der Filmhandlung spielen Caterina Valente und Peter Alexander sich selbst und parodieren in einer semi-fiktionalen Handlung ihre Anfänge im Schlagerbusiness. |
| Caterina Valente & Peter Alexander mit dem Orchester Kurt Edelhagen                                             | Sing, Baby, sing (aus dem CCC-Gloria-Film "Liebe, Tanz und 1000 Schlager") Heinz Gietz, Kurt Feltz                        | 01.11.1955    | 2      | 10 | Polydor 50 061 / Polydor 23 061         | B-Seite von Eventuell; Originalversion aus dem Schlagerkomödie Liebe, Tanz und 1000 Schlager. |
| Gerhard Wendland mit Adalbert Luczkowski & dem Kölner Tanz- & Unterhaltungsorchester & Begleitgesang            | Zwei Matrosen aus Schanghai (Samoa) Heino Gate, Kurt Feltz                                                                | 01.05.1955    | 1      | 6  | Polydor 49 469 / Polydor 22 469         | |

### Weitere Songs
In diesem Abschnitt werden die Songs aufgelistet, die in den Automatenmarkt-Ausgaben von Januar bis Dezember 1955 ohne offizielle Chartplatzierungen in den monatlichen Tabellen aufgeführt waren.
- Die 3 Jacksons mit rhythmischer Begleitung - Tasten-Zauber (Potpourri, 1. Teil: Das Mädchen mit dem treuen Blick - Sh-Boom - Gib mir den Wodka, Anuschka) (Philips 17 380 H / Philips 300 413 PF)
- Die 3 Jools - Der blasse Gustav (Philips P 44 625 H / Philips 384 127 PF)
- Die 3 Jools - Der sonst so müde Willi (Philips P 44 614 H)
- Peter Anders mit Helmut Zacharias & seinem großen Begleitorchester & Chor - Granada (Polydor 49 004 / Polydor 22 108)
- Louis Armstrong & the All Stars - Skokiaan (South African Song) (Decca M 33 806)
- Svend Asmussen & his Orchestra & Chorus - Sh-Boom (Philips B 56 124 H)
- Lys Assia mit Béla Sanders & seinem Orchester - Du bist Musik (Decca F 43 754 / Decca F 17 754)
- Lys Assia mit Béla Sanders & seinem Orchester - Schiffsjungentanz (Land in Sicht) (Decca F 43 942 / Decca 22 942)
- Alice Babs mit dem Orchester Jan Stevens (Jaap Streefkerk) - Du sagst mir nur adieu (Polydor 49 451 / Polydor 22 451)
- Alice Babs mit dem Orchester Jan Stevens (Jaap Streefkerk) - Rosarote Kuh (A Purple Cow) (Polydor 49 452 / Polydor 22 452)
- The Banjo Boys - Hey, Mr. Banjo (Capitol 3103 / Capitol F-3103)
- Mona Baptiste mit Werner Müller & RIAS-Tanzorchester - Halt! Halt! (halt' doch deinen Mann fest) (Polydor 50 102 / Polydor 23 102)
- Die Bayernkapelle Heinrich Wehner - Schwarze Amsel (Polydor 22 017)
- Willy Berking & sein Orchester, Trompetensolo: Horst Fischer - River-Song (Philips 44 627 H / Philips 84 084 F)
- René Carol mit Adalbert Luczkowski & dem Kölner Tanz- & Unterhaltungsorchester - Sonne über der Adria (Lied und Tango aus dem gleichnamigen Matadorfilm) (Polydor 49 295 / Polydor 22 295)
- Rosemary Clooney with Buddy Cole & his Orchestra - This Ole House (Philips B 21 395 H / Philips 300 509 PF)
- Alma Cogan & Vocal Group with Frank Cordell & his Orchestra - Mambo Italiano (Electrola EG 8504 / Electrola 7 MW 17-8504)
- Annie Cordy mit Herbert Beckh & seinem Tanzorchester - Freddy (Electrola EG 8156 / Electrola MW 616)
- Sylvia Dahl & die Peheiros mit Horst Kudritzki & dem FFB-Tanzorchester - Dudelsack-Polka (spiel' mir, lieber Schotte) (Decca F 43 824 / Decca D 17 824)
- Sylvia Dahl & die Peheiros mit Will Glahé & seinem Orchester - Hast du nicht 'nen Groschen für die Music-Box? (Decca F 46 028 / Decca D 17 028)
- Vera De Luca mit Willy Berking & seinem Orchester - Heut' singt Donna Dolores (in Panama) (Philips P 44 673 H / Philips 384 106 PF)
- Johnny Desmond with Dick Jacobs & his Orchestra & Chorus - The Yellow Rose of Texas (Coral 61 476 / Coral 9-61 476)
- The Dutch Swing College Band - Black and Blue (Philips P 17 930 H)
- Orchester Kurt Edelhagen - Glenn Miller-Parade (Polydor 49 132 / Polydor 22 132)
- Orchester Kurt Edelhagen - Rummelplatzmelodie (Potpourri, I. Teil) (Feuert los! - Siamesische Wachtparade - Bis früh um Fünfe! - Im Zigeunerlager) (Polydor 50 010 / Polydor 23 010)
- Das Eilemann-Trio & Chor mit dem Odeon-Tanzorchester - In 100 Jahren (Odeon O-29 025)
- Tom Erich with Rhythm Accompaniment - Tom Erich's Dance Parade No. 2 (Philips P 14 722 H)
- Die Geschwister Fahrnberger mit Max Greger & seinem Enzian-Sextett - Komm doch rüber über's Brückerl (Polydor 50 004 / Polydor 23 004)
- Tennessee Ernie Ford - The Shot Gun Boogie (Capitol 1295)
- The Four Aces feat. Al Alberts with Jack Pleis & his Orchestra & Chorus - Three Coins in the Fountain (from the Picture "Three Coins in the Fountain") (Decca M 33 762)
- The Four Lads with Norman Leyden & his Orchestra - Istanbul (Not Constantinople) (Philips B 21 129 H)
- Silvio Francesco mit Fausto Campi & den Leonardos (Werner Müller & das RIAS-Tanzorchester) - Im ersten Drittel von Mittelamerika (Polydor 49 496 / Polydor 22 496)
- Renée Franke mit Bob Parker (Bert Kaempfert) & seinem Orchester - Die Mädchen in der Normandie (Polydor 50 016 / Polydor 23 016)
- Die fröhlichen Straßensänger mit Karl Loubé & seinem Orchester - Die Sennerin von St. Kathrein (Electrola EG 8113 / Electrola 7 MW 573)
- Will Glahé & sein Orchester mit dem Golgowsky-Quartett - Friesen-Mädel (Decca 43 637 / Decca 17 637)
- Ilja Glusgal mit Alfred Hause & seinem Orchester - Ich möcht' auf deiner Hochzeit tanzen (Originalaufnahme aus dem Film "Wie werde ich Filmstar") (Philips P 44 731 H / Polydor 344 731 PF)
- Das Golgowsky-Quartett & das Sunshine-Quartett mit Will Glahé & seinem Orchester - Holzhacker-Dixie (Decca F 43 854 / Decca D 17 854)
- Bill Haley & his Comets - A.B.C. Boogie (Brunswick 82 827 / Brunswick 12 031)
- Bill Haley & his Comets - Rock Around the Clock (aus dem MGM-Film "Die Saat der Gewalt") (Brunswick 82 827 / Brunswick 12 031)
- Roy Hamilton with Owen B. Masingill & his Orchestra - Unchained Melody (from the Warner Bros. Release "Unchained") (Philips B 21 579 H / Philips 300 533 BF)
- Das Hansen-Quartett mit Herbert Beckh & seinem Orchester - Der schräge Otto (Electrola EG 8500 / Electrola 7 MW 17-8500)
- Die Heidesänger - Die rehbraunen Augen (Polydor 49 471 / Polydor 22 471)
- Friedel Hensch & die Cyprys - Das alte Försterhaus (Polydor 49 248 / Polydor 22 248)
- Friedel Hensch & die Cyprys - Der Fremdenlegionär (Polydor 49 150 / Polydor 22 150)
- Friedel Hensch & die Cyprys - Sündige nicht im Verkehr (Polydor 49 343 / Polydor 22 343)
- Die Hilo Hawaiians mit Harald Banter & seinem Ensemble - Unter Palmen am Meer (Electrola EG 8111 / Electrola 7 MW 581)
- Hula Hawaiian Quartett mit Valentinos Hawaiian Band - In Honolulu in der Hafenbar (Polydor 49 429 / Polydor 22 429)
- Hula Hawaiian Quartett mit Valentinos Hawaiian Band - Südsee, Liebe und Hafen (Polydor 49 498 / Polydor 22 498)
- Ernst Jäger & sein Orchester - Gummi-Mambo (Tempo 3793)
- Bibi Johns, das Hansen-Quartett & Chor mit Adalbert Luczkowski & dem Kölner Tanz- & Unterhaltungsorchester - Nimmt der Hein mal den Pit auf den großen Bummel mit nach Haiti (Electrola EG 8108)
- Lonny Kellner & René Carol mit Adalbert Luczkowski & dem Kölner Tanz- & Unterhaltungsorchester - Vergiss mich nicht (Polydor 48 899 / Polydor 22 043)
- Die Kihula-Hawaiians - Am weißen Strand von Soerabaya (erhör' uns, Königin Maja) (Decca F 43 968 / Decca D 17 968)
- Die Kihula-Hawaiians, das Sunshine-Quartett & das Männer-Terzett mit Horst Kudritzki & dem großen Tanzorchester - Heut' singen die Gitarren (komm zurück, Maria-Maddalen) (Decca F 43 841 / Decca D 17 841)
- Dietmar Kivel mit Hermann Hagestedt & seinem Orchester - Gib Küsschen (Polydor 49 363 / Polydor 22 363)
- Die kleine Terz & die Blaskapelle Otto Ebner - Ich möcht' gern an Biersee (Philips 44 746 H / Philips 344 746 PF)
- Bruce Low mit Adalbert Luczkowski & dem Kölner Tanz- & Unterhaltungsorchester - Das alte Haus von Rocky-Docky (Polydor 49 428 / Polydor 22 928)
- Vera Lynn & The Johnston Brothers with Roland Shaw & his Orchestra - Addio Amore (Decca F 43 988 / Decca D 17 988)
- Silvana Mangano - Anna (El negro zumbón) (MGM SP-1047)
- Grady Martin mit seinem Orchester - Side by Side (Brunswick 12 010)
- The McGuire Sisters with Dick Jacobs & his Orchestra & Chorus - Sincerely (Coral 93 032)
- John Paris mit Willy Berking & seinem Orchester - Carnavalito (Philips P 44 629 H / Philips P 84 085 H)
- John Paris mit Willy Berking & seinem Orchester - Ich spare jeden Pfennig! (Philips P 44 675 H)
- Issy Pat (Gitta Lind) mit Béla Sanders & seinem Orchester & Chor - Jasmin aus Santa Monica (Telefunken A 11 782 / Telefunken U 45 782)
- Paulchen am Klavier (Paul Kuhn) & die Penny-Pipers mit Adalbert Luczkowski & dem Kölner-Tanz- & Unterhaltungsorchester - Lollo-Mambo (Columbia DW 5377 / Columbia SCMW 550)
- Eddie Pauly mit Horst Kudritzki & seinem Tanzorchester - Ma belle Mademoiselle (Decca D 17 934)
- Webb Pierce - In the Jailhouse Now (Brunswick 12 051)
- Das Rodgers-Duo mit Orchester & Chor - Der alte Schäfer (Telefunken U 45 628 / Telefunken A 11 628)
- Die Rübenbauern mit den fröhlichen Sängern - Hinein ins Vergnügen! (Stimmungspotpourri, 1. Teil) (Philips 17 364 H / Philips 30 411 PF)
- Das Rudi Hofstetter-Terzett - Wenn in Seefeld der Schnee fällt (Polydor 49 372 / Polydor 22 372)
- Wolfgang Sauer mit Herbert Beckh & dem Tanzorchester des Bayerischen Rundfunks - Tränen in den Augen (Crying in the Chapel) (Electrola EG 8055)
- Heinz Schachtner - Verdammt in alle Ewigkeit (Hauptmelodie des Films) (Electrola EG 8093)
- Illo Schieder mit Erwin Halletz & dem österreichischen Rundfunk-Tanzorchester - Das wünsch' ich mir von dir (That's All I Want from You) (Polydor 50 009 / Polydor 23 009)
- Illo Schieder mit Max Greger & seinen Solisten - Wie oft du mich küsst (Polydor 49 366 / Polydor 22 366)
- Jupp Schlösser & das Steingass-Terzett mit Leo Kowalski & seinem Orchester & Chor - Dat Glockespill vum Rothuusturm (Odeon O-28 723)
- Maria von Schmedes & das Golgowsky-Quartett mit Will Glahé & seinem Orchester - Wenn in Tirol ein Dirndl küsst (Decca F 43 973 / Decca D 17 973)
- Die Geschwister Schmid mit Günter Fuhlisch & seinem Orchester - Ro-Ro-Robinson (Lied und Samba aus dem Film "Große Starparade") (Decca D 17 853)
- Willy Schneider mit Adalbert Luczkowski & dem Kölner Tanz- & Unterhaltungsorchester - Kleines Dorf am Rand der Heide (Polydor 49 492 / Polydor 22 492)
- Rudi Schuricke mit Werner Müller & dem RIAS-Tanzorchester - Glaube mir (Answer Me) (Polydor 49 176 / Polydor 22 176)
- Rudi Schuricke & Begleitgesang mit Adalbert Luczkowski & dem Kölner Tanz- & Unterhaltungsorchester - Weiße Perlen bedeuten Tränen (Polydor 49 230 / Polydor 22 230)
- Der Schwarzmeer-Kosakenchor, Dirigent: Andrej Scholuch - Abendglocken (Columbia DW 5330)
- Hans-Arno Simon mit Orchester - 08/15-Fox (selten so jelacht) (Electrola EG 8131)
- Die singenden Seesterne mit Adalbert Luczkowski & dem Kölner Tanz- & Unterhaltungsorchester - Im Gasthof zur Laterne (Hobbeli-hobbeli-dap-du-du) (Philips P 44 732 H / Philips 344 732 PF)
- Die singenden Wanderer mit Adalbert Luczkowski & dem Kölner Tanz- & Unterhaltungsorchester - Vergiss mein nicht, Blauäugelein (Electrola EG 8133)
- Kenneth Spencer mit Hans Carste & seinem Orchester - Das alte Lied von Alabama (Slowfox aus dem Melodie-Herzog-Film "An jedem Finger zehn") (Columbia DW 5344 / Columbia SCMW 519)
- Franz Thon & das Hamburger Radio-Tanz-Orchester - Der Cox-Trott (Pfeif-Fox aus der Kriminalhörspielfolge "Gestatten - mein Name ist Cox" und aus dem Filmaufbau-Herzog-Film "Sie" - Majewski) (Electrola EG 8076)
- Vico Torriani mit Béla Sanders & seinem großen Tanzorchester - Malaguena (Decca 22 445)
- Vico Torriani mit Willy Mattes & seinem Film-Orchester - Bon soir, bon soir! (Decca F 43 650)
- Caterina Valente - Casanova (ein Mädchen und kein Mann) (Polydor 50 013 / Polydor 23 013)
- Caterina Valente mit dem Monaco Ball-Orchester (Orchester Kurt Edelhagen) - Oho-aha (Polydor 49 485 / Polydor 22 485)
- Caterina Valente mit dem Orchester Kurt Edelhagen - Babalou (Polydor 49 423 / Polydor 22 423)
- Caterina Valente mit dem Orchester Kurt Edelhagen - Bim-bam-bim-bam-Bina (omi omei - Signore) (aus dem Gloria-Film "Liebe, Tanz und 1000 Schlager") (Polydor 50 077 / Polydor 23 077)
- Caterina Valente mit dem Orchester Kurt Edelhagen - Gaucho (aus dem Greven-Prisma-Film "Bonjour, Kathrin") (Polydor 50 077 / Polydor 23 077)
- Caterina Valente mit dem Orchester Kurt Edelhagen - O Mama, o Mama, o Mamajo (Polydor 49 197 / Polydor 22 197)
- Caterina Valente mit Paul Durand & seinem Orchester - Es ist so schön bei dir (Polydor 50 029 / Polydor 23 029)
- Die vier Pops mit Werner Müller & dem Tanzorchester des NWDR Hamburg - Die Carmen sagt "si-si" (In Spain They Say "Si-Si") (Polydor 49 461 / Polydor 22 461)
- Weiß Ferdl - Ein Wagen von der Linie 8 (Telefunken A 11 145 / Telefunken U 45 145)
- Gerhard Wendland mit Adalbert Luczkowski & dem Kölner Tanz- & Unterhaltungsorchester - Die Donna gab dem Troubadour ein Zeichen (Polydor 49 231 / Polydor 22 931)
- Gerhard Wendland mit Adalbert Luczkowski & dem Kölner Tanz- & Unterhaltungsorchester & Begleitgesang - Der Himmel war noch nie so blau (Holla-holla, Lady My Lady) (Polydor 49 469 / Polydor 22 469)
- Gerhard Wendland mit dem Orchester Max Greger - Bleib so, wie du bist (Polydor 50 081 / Polydor 23 081)
- Gerhard Wendland & der Waldo Favre-Chor mit Werner Müller & dem RIAS-Tanzorchester - Weiße Weihnacht (White Christmas) (Polydor 22 380)
- Speedy West with Jimmy Bryant - West of Samoa (Capitol C 3026 / Capitol CF 3026)
- Helmut Zacharias mit seiner Tanzbesetzung & Begleitgesang - O' Cangaceiro (Baiao aus dem gleichnamigen Tonfilm) (Polydor 49 187)
- Helmut Zacharias mit seinen verzauberten Geigen - Wenn der weiße Flieder wieder blüht (Polydor 49 454 / Polydor 22 454)